# Viaduto da Lapa

O Viaduto Comendador Elias Nagib Breim, mais conhecido como Viaduto da Lapa, é um viaduto localizado na região oeste da cidade de São Paulo. Com quinhentos metros de extensão, sendo trezentos metros de estrutura, e 28 metros de largura, ele liga as chamadas "Lapa de Cima" e "Lapa de Baixo", passando sobre os trilhos das linhas do Trem Metropolitano de São Paulo na Lapa.

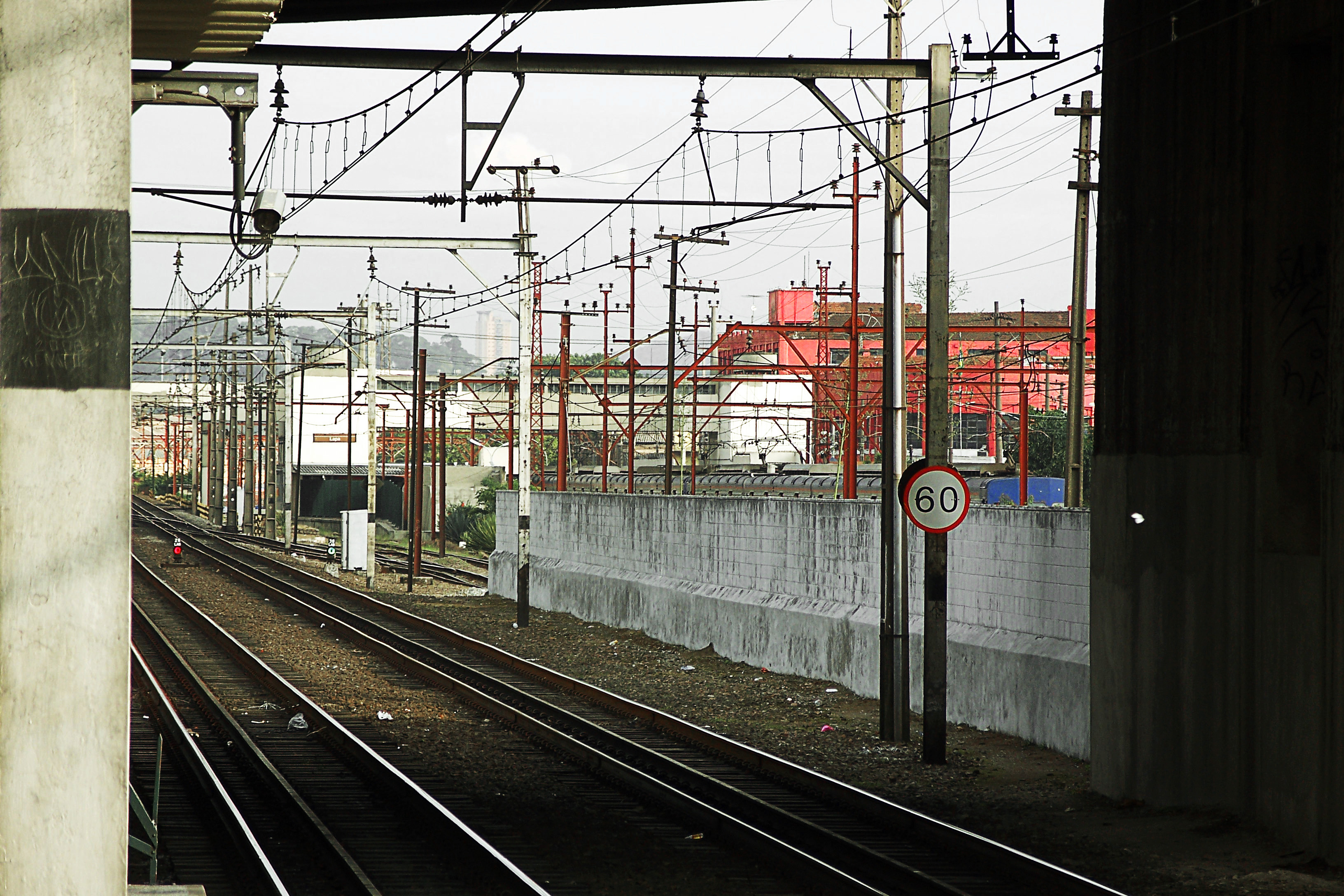
Estação Lapa da Linha 7, vista da outra estação Lapa, com a estrutura do Viaduto da Lapa em primeiro plano

## Projeto e construção
O viaduto foi projetado para proporcionar o cruzamento das linhas das estradas de ferro Sorocabana e Santos-Jundiaí. Antes do viaduto, as "porteiras da Lapa" faziam a ligação das duas partes do bairro por meio de passagem de nível, que se fechava a cada três minutos, devido ao tráfego de trens no local. A iniciativa foi do vereador Ermano Marchetti, que, mais tarde, daria nome à avenida que daria acesso ao lado norte do viaduto. No projeto inicial, apresentado em 1951, o viaduto seria o maior já construído pela Prefeitura até então. Para a construção, o governo estadual encaminhou à Assembleia Legislativa um projeto de lei autorizando uma "servidão de passagem" em favor da Prefeitura, o que significava que ela poderia fazer suas obras no espaço aéreo delimitado, sem o estado perder os direitos sobre as áreas inferiores.
Projetada em 1954, a obra foi iniciada com atraso, em 25 de setembro de 1956, por causa da demora nas desapropriações, principalmente de um terreno do Estado, perto do Córrego do Mandi. Quando do início da construção, o viaduto já não seria mais o maior da cidade, ficando atrás, em extensão, dos viadutos Rio Branco e Radial Leste–Mooca. Por causa das obras, o acesso normal de veículos ao Mercado da Lapa foi bloqueado por tapumes, o que obrigava quem queria alcançar o local de carro a dar a volta e passar pelas porteiras.
Mesmo após um empréstimo de trezentos milhões de cruzeiros, tomado pela Prefeitura em março de 1959, para dar prosseguimento a diversas obras públicas, a construção do Viaduto da Lapa seguia atrasada, pois originalmente sua conclusão estava prevista para o primeiro semestre de 1958. Os atrasos estavam relacionados "a dificuldades ligadas à Sorocabana", a áreas de acesso em terrenos particulares que não tinham sido devidamente regularizadas, porque a Prefeitura não dispunha de verbas para desapropriação e até porque demorou para conseguir autorização do Departamento de Profilaxia da Lepra, para fincar estacas da obra em um terreno do órgão estadual. As obras chegaram a ficar paralisadas.
Em agosto de 1958, falava-se em entrega em dezembro, porém esse prazo acabaria alongado. Quando os trabalhos já estavam mais adiantados, previa-se a inauguração nos meses de junho ou julho de 1960, até que a Prefeitura marcou a cerimônia para 23 de junho. Ela acabaria por ocorrer, entretanto, um dia antes, em cerimônia aberta pelo prefeito Ademar de Barros, que contou, ainda, com diversos secretários. O custo aproximado da obra foi de 85 milhões de cruzeiros, tendo sido empregadas na construção 240 toneladas de ferro, cinquenta mil sacas de cimento e 1 150 estacas de concreto.

## Duplicação e outros projetos
Em 1974, ele foi apontado como um dos pontos críticos de trânsito da cidade, por ser "um escoamento natural de todo o trânsito das marginais, que termina num intenso congestionamento [em] área comercial", apesar das deficiências na sinalização da região. Além disso, a parte de baixo do viaduto era usada como estacionamento, concentrando guardadores de carros — que a Prefeitura tentaria combater, ao implantar a Zona Azul ali, na primeira experiência da medida fora do centro —, e a travessia de pedestres nos cruzamentos de seu entorno era perigosa. Naquele ano, o viaduto passou a ser denominado Viaduto Comendador Elias Nagib Breim, e um marco com o novo nome foi instalado na Praça Melvin Jones pelo prefeito Miguel Colasuono.
Quando a extensão oeste da atual Linha 3–Vermelha do Metrô estava em projeto, o viaduto era citado como referência para uma estação que seria construída ali, mas nunca saiu do papel. O viaduto já era margeado por duas estações homônimas, hoje da CPTM, que atendem as linhas 7 e 8 do Trem Metropolitano. A proximidade das duas estações causou problemas em 13 de fevereiro de 1984, quando passageiros, irritados com os constantes atrasos dos trens da RFFSA, subiram ao viaduto para atirar pedras nos trens parados na estação.
Em 1979, a alça de acesso do viaduto foi modificada, segundo os novos padrões do Departamento de Operação do Sistema Viário (DSV), ganhando gradis para dar mais segurança aos cerca de cinco mil pedestes que lá circulavam por hora. As mudanças faziam parte do "Projeto Lapa", implantado pelo DSV com o intuito de reduzir acidentes na região e melhorar a fluidez do tráfego.
Nessa época, o desfile das escolas de samba do Grupo 4 chegou a ser feito na Rua Doze de Outubro, com dispersão na área do viaduto, e parte dos baixos do local era usada pela escola de samba Renascença da Lapa.
Uma das primeiras medidas de Jânio Quadros, ao tomar posse como prefeito, em janeiro de 1986, foi solicitar à Secretaria de Vias Públicas um estudo sobre a duplicação do Viaduto da Lapa, uma promessa de campanha. As obras já estavam em curso em junho, com a quebra do canteiro central (e interdição parcial da via), mas moradores da região questionavam alguns aspectos da intervenção, conforme relato de um deles à Folha de S. Paulo: "Não somos nem poderíamos ser contra a ampliação do viaduto. Queremos apenas nosso direito ao conforto e à segurança." A reforma previa uma ampliação de sete metros na largura do viaduto, o que poderia desafogar o trânsito no centro da Lapa.
No ano seguinte, moradores de um condomínio vizinho reclamaram que a secretaria não teria cumprido a promessa de manter uma distância mínima de dezesseis metros entre o viaduto e os prédios, diminuindo-a para cinco metros. A Prefeitura acabaria por indeferir a reclamação, alegando ter optado "pela necessidade de dar prioridade à ampliação do viaduto, em função das vantagens e benefícios que resultarão para a coletividade" e que "apenas um dos edifícios do conjunto ficou em situação desvantajosa, a 7,5 metros do viaduto, ficando os demais em melhor situação".
Apesar da ampliação, em 1989, uma vistoria da Prefeitura determinou que ele era um dos "casos mais graves" entre os 46 viadutos da cidade com problemas, agravado por um incêndio no ano anterior, tendo recebido um escoramento extra. A Prefeitura anunciou obras emergenciais para a estrutura, mas, ainda assim, em 2000, o viaduto apresentava infiltrações, além de diferenças nas juntas de ligação entre as placas da pista.
Quando o Viaduto Pompeia foi interditado, por causa de um incêndio, em 2012, o Viaduto da Lapa passou a ser uma das principais alternativas para cruzar as linhas de trem, e sua região recebeu desvios para acomodar esse tráfego adicional de veículos.